# 世界で最も美しい湾クラブ
世界で最も美しい湾クラブ（せかいでもっともうつくしいわんクラブ、仏: Le Club des plus belles baies du monde、英: World's Most Beautiful Bays Club）は、「湾を活かした観光振興と資源保護、そこに暮らす人々の生活様式や伝統の継承、および景観保全（シースケープ）」を目的に、1997年3月10日にドイツのベルリンで設立され、フランスのヴァンヌ市に本部を置くNGOで、ユネスコの後援をうけている。

## 加盟条件
加盟条件は申請する湾に、
1. 優れた自然の美しさがあること
2. 豊かな生態系があること
3. 経済的潜在力があること
4. 地域と国レベルでの法的保護体制が整っていること
5. 世界遺産の評価基準に準じていること

全く手つかずの厳正自然状態を求めるものではなく、湾内にある人工物（街・橋・灯台など）も対象となる。年次総会で選出された13名の理事（三年任期）による現地調査をもとに総会の加盟審査委員会で理事の合議により決められ、2004年から本格的な加盟選定を開始している。

## 加盟する湾
以下、英語表記国名のアルファベット順記載（ユネスコ慣例順）。
- クラブ公式サイトに表示される湾

 ブラジル
- プライア・ド・ローザ - サンタカタリーナ州

 カーボベルデ
- ミンデロ湾 - サン・ヴィセンテ島

 カンボジア
- カンボジア湾（コンポンソム湾） - ココン州

 カナダ

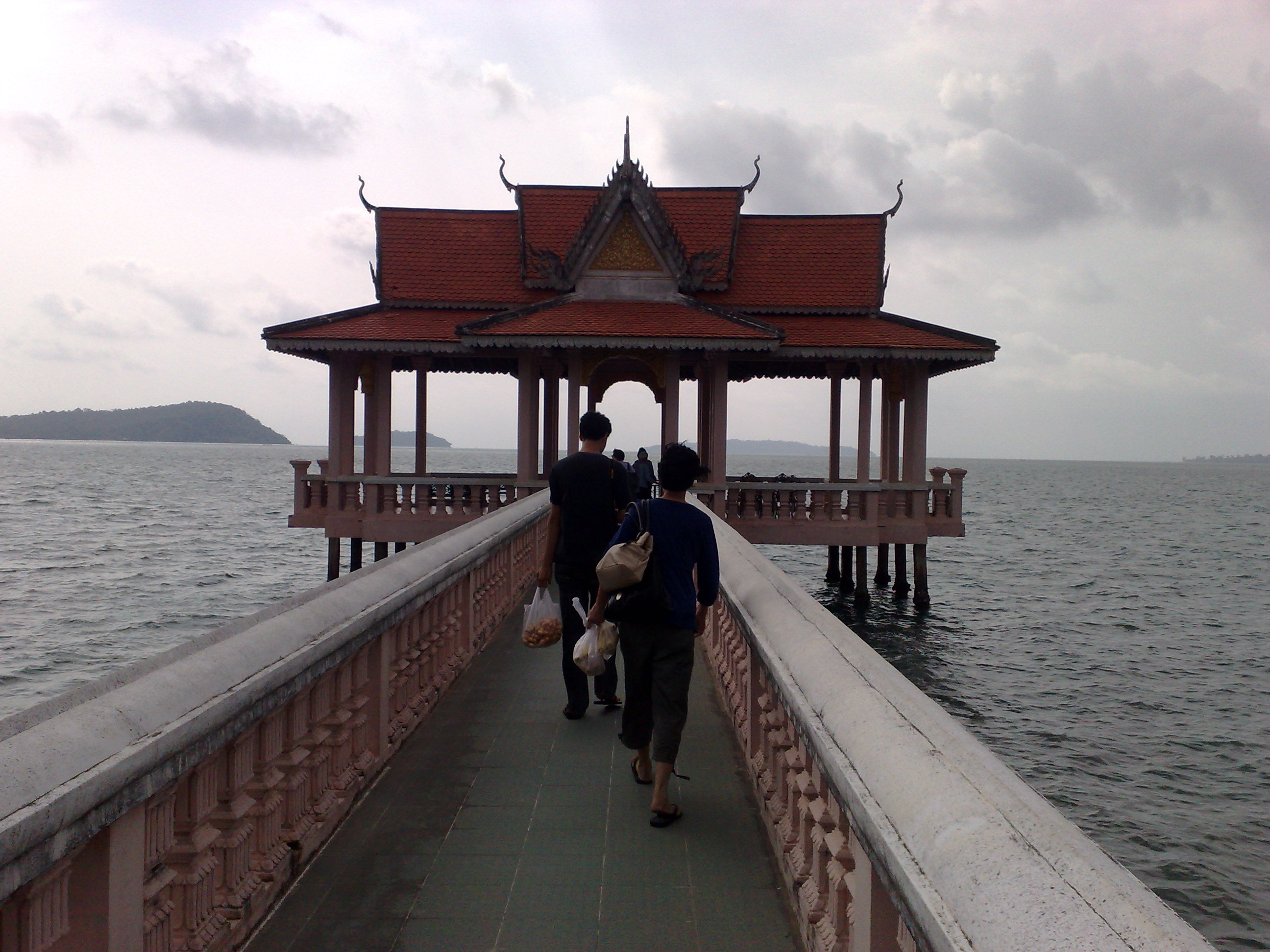
カンボジア湾

- シャルール湾 - ケベック州ガスペ半島　〔ユネスコ生物圏保護区〕
- タドゥサック湾

 中国
- 青島湾（膠州湾）

 コロンビア
- カルタヘナ・デ・インディア　〔世界遺産〕

 クロアチア
- サカルン湾 - ソリン市ドゥギクルク

 ドミニカ共和国
- サマナ湾とリンコン湾 - サマナ州

 フランス (海外県含む)
- ソンム湾　〔ラムサール条約登録地〕
- モン・サン＝ミシェル湾　〔世界遺産〕
- モルビアン湾とキブロン湾
- ポルト湾とジロラッタ湾　〔世界遺産〕
- ラ・ボール湾 - ペイ・ド・ラ・ロワール地域圏サン＝ナゼール
- イル・デ・サント湾 - グアドループ レ・サント諸島　〔ユネスコ生物圏保護区〕
- フォール＝ド＝フランス - マルティニーク

 ギリシャ
- グリコス湾 - パトモス島 〔世界遺産(島の一部)〕…パトモス島の歴史地区

 日本
- 松島湾 - 松島町、東松島市、塩竈市

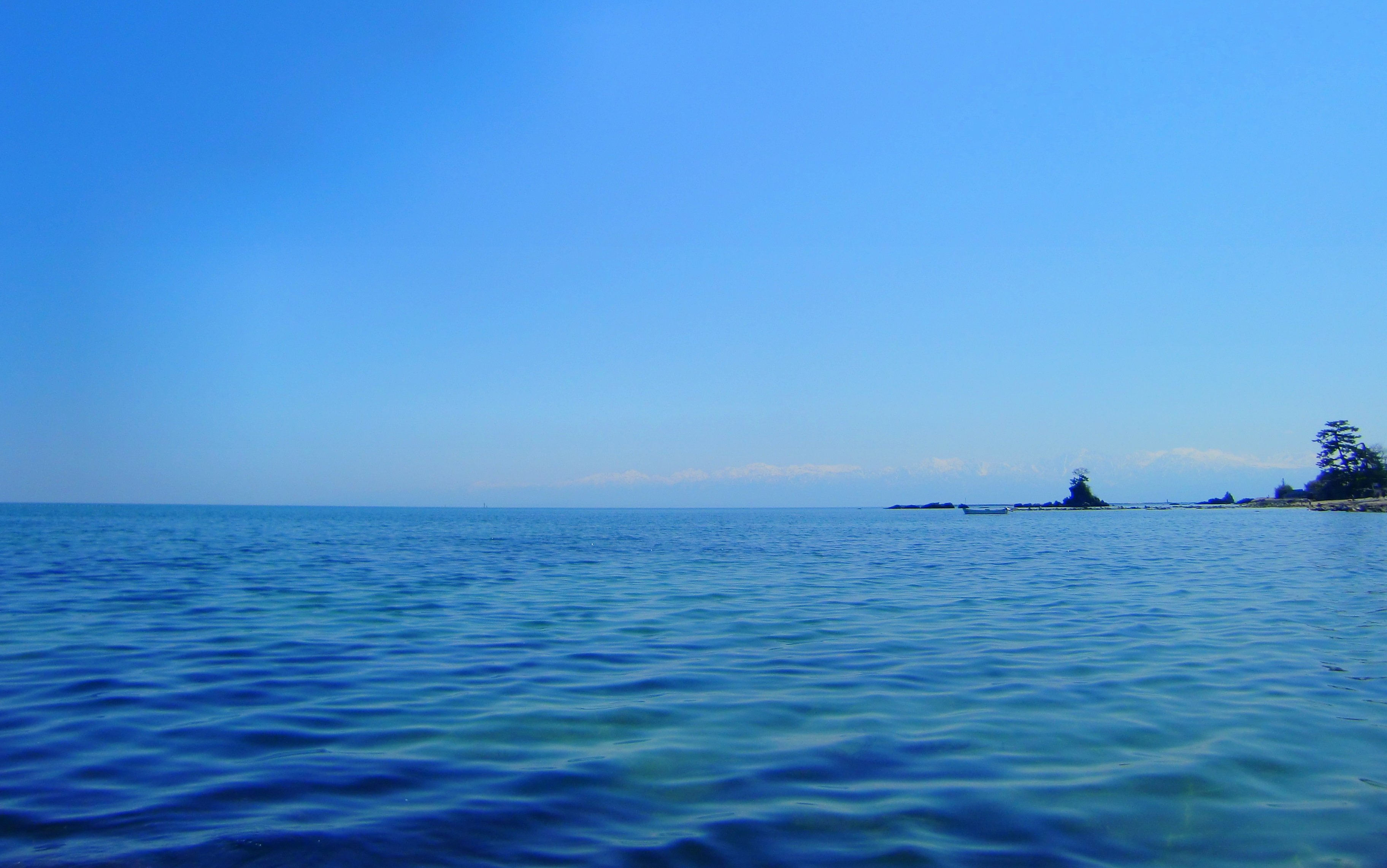
雨晴海岸（奥に見えるのが立山連峰）

- 富山湾 - 富山市、高岡市、氷見市、射水市、滑川市、魚津市、黒部市、入善町、朝日町
- 駿河湾 - 伊豆市、沼津市、富士市、静岡市、焼津市、牧之原市、御前崎市、南伊豆町、松崎町、西伊豆町、吉田町
- 宮津湾・伊根湾 - 宮津市・伊根町
- 九十九島 (西海国立公園) - 北松浦半島（相浦〜小佐々町〜鹿町町）

 マダガスカル
- ディエゴスアレス湾（アンツィラナナ）

 メキシコ
- バンデラス湾 - ハリスコ州プエルト・バヤルタ（プエルト・バジャルタ）

 モンテネグロ
- コトル湾　〔世界遺産〕

 モロッコ
- アガディールとタガズート
- アル・ホセイマ

 モザンビーク
- ペンバ湾

 フィリピン
- プエルト・ガレラ 〔ユネスコ生物圏保護区〕

 ポルトガル
- セトゥーバル
- ホルタ湾 - アゾレス諸島（ファイアル島）

 韓国
- 麗水湾

 セネガル
- サルーム・デルタ　〔世界遺産〕〔ユネスコ生物圏保護区〕〔ラムサール条約登録地〕

 スペイン
- サンタンデール湾
- ロザス湾（薔薇湾） - カタルーニャ州ラスカーラ

 トルコ
- ボドルム

 アメリカ合衆国

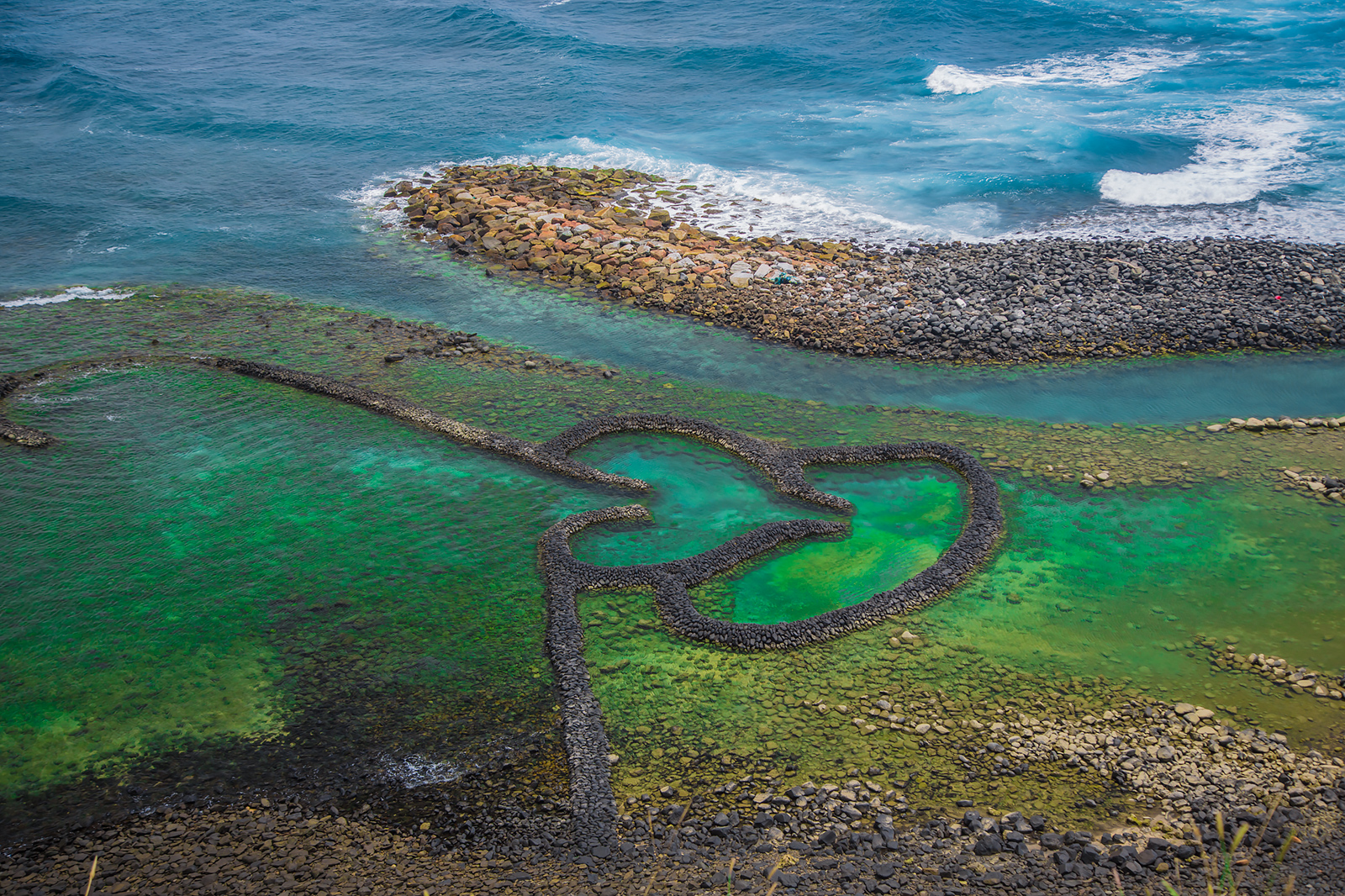
澎湖七美雙心石滬

- サンフランシスコ湾　〔ラムサール条約登録地〕

 ベトナム
- ハロン湾　〔世界遺産〕〔ユネスコ生物圏保護区〕
- ニャチャン湾
- ランコー湾 - トゥアティエン＝フエ省

 中華民国（台湾）
- ポンフー湾 - 澎湖諸島

- 海外のサイトで加盟しているとされる湾 [注釈 3][1]

 ブルガリア
- ボラタ湾 - ドブリチ州カヴァルナ

 チリ
- プンタ・アレーナス

 ドミニカ共和国
- バイア・デ・ラス・アギラス - ペデルナレス州

 アイルランド
- バントリー湾 - コーク県バントリー

 ノルウェー
- ガイランゲルフィヨルド　〔世界遺産〕

 南アフリカ共和国
- テーブル湾 - ケープタウン
- フォールス湾　〔世界遺産〕

 スウェーデン
- ストックホルム湾　〔ラムサール条約登録地〕

 イギリス
- セント・アイヴス
- マウントベイ - コーンウォール

- 松島町が加盟していると紹介する湾[疑問点 – ノート]

松島町役場による加盟湾一覧は、クラブ公式サイトで確認できないものや実在しない湾名（認識されていない和訳）が含まれ、世界遺産としているところも登録地ではない場所があるなど情報として不正確であるが、別枠として掲載する。
 アルゼンチン
- ペニシュラ湾 …ゴルフォヌエボがある半島（Peninsula）のことか

 中国
- クイングレオ湾 …青島の拼音「Qīngdǎo」をローマ字読み誤訳と思われる

 フランス
- クリペロン湾 …キブロンのフランス語表記「Quiberon」の誤読と思われる

 アイルランド
- アタント

 メキシコ
- バラルタ湾 …バンデラス湾がある「Vallarta」を別の湾と誤認したと思われる

 ベトナム
- ニューハング湾 …ニャチャンのベトナム語（クオック・グー）表記「Nha Trang」の誤読と思われる
- フエ湾 …古都フエ（世界遺産）は海に面していない、ランコーがあるトゥアティエン=フエ省を誤認したと思われる

 中華民国（台湾）
- ペング湾 …澎湖の拼音「Pénghú」をローマ字読み誤訳と思われる

## 湾が注目される背景
2003年の持続可能な開発に関する世界首脳会議（ヨハネスブルクサミット） において2012年までに国際的な海洋保護区のネットワーク構築が提唱され、2010年のCOP10（第10回生物多様性条約締約国会議）で採択された愛知ターゲットでは2020年までに地球上全海洋面積の10％を海洋保護区にすることを合意した（海の総面積約3億6100万㎢の一割はユーラシア大陸全体より広い）。

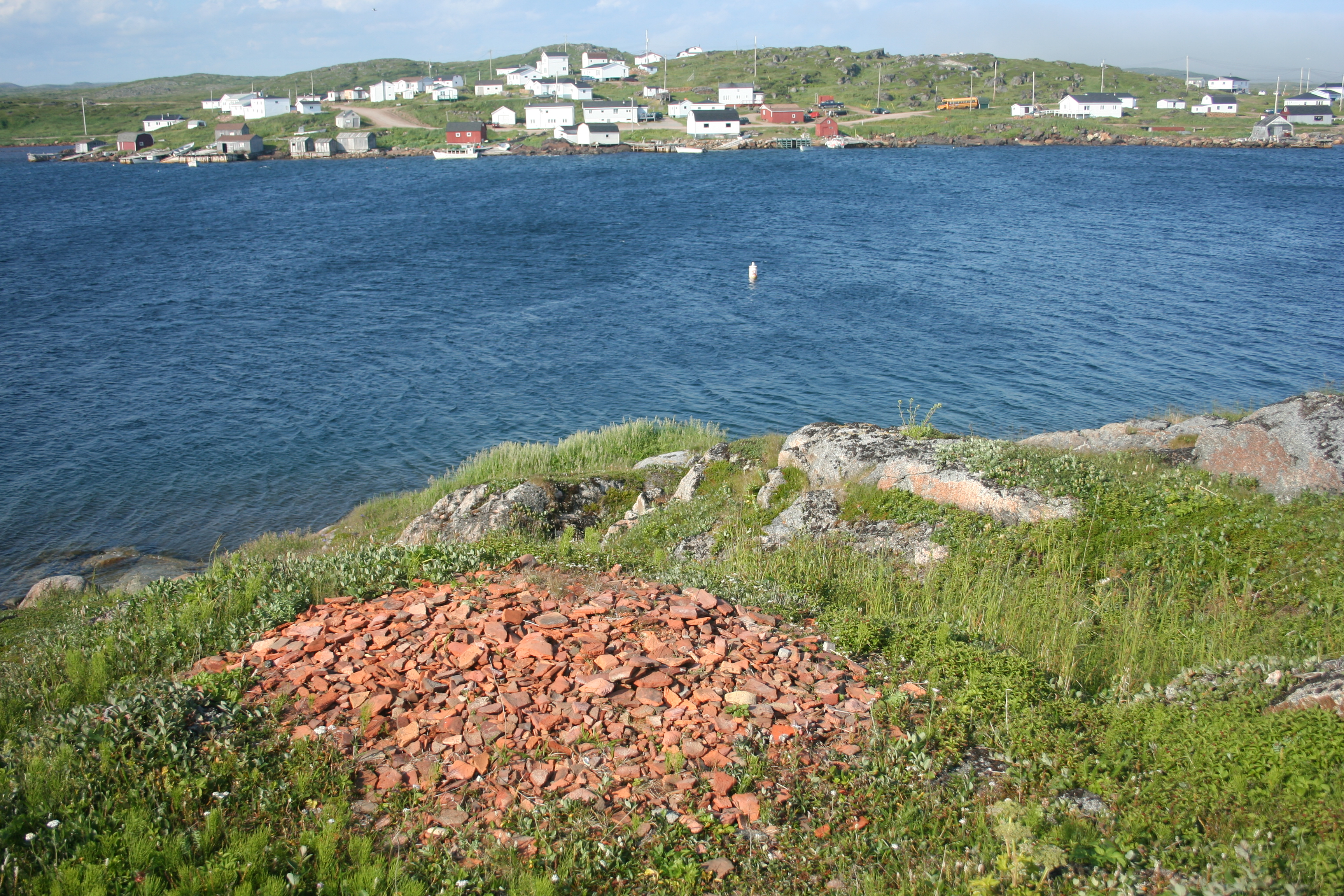
カナダの世界遺産レッドベイは海底遺跡を伴う美しい湾である

これをうけ世界遺産（自然遺産）の学術的評価を審査するユネスコ諮問機関のIUCN（国際自然保護連合）もGlobal Marine and Polar Programme（世界海洋・極地プログラム）を立ち上げ、主催する世界自然保護会議で海洋保護区についての具体的検討を開始。UNEP（国連環境計画）によると現時点ではヨーロッパの面積に相当する3％までは達成したが、現実的には先行き困難な状況下にある。
そこで組織内に政府間海洋学委員会を持つユネスコは、管理が難しい外洋（特定の国の領海や排他的経済水域に属さない公海）ではなく、陸地に接した湾に着目。穏やかな湾内のエコトーン・エコリージョンは生物多様性が確保・観察でき、湾内流入の状況から海洋汚染のバロメーターにもなる。また、湾内での水中文化遺産保護条約の展開も期待する。今後、ラムサール条約や生物圏保護区での湾の登録が推奨される可能性は高い。

## 懸案事項
南極条約によりどこの国にも帰属しない南極大陸でも（領有権主張はある）、CCAMLR（南極の海洋生物資源の保存に関する委員会）が海洋保護区制定を主張しており、そこに含まれる南極の湾の一方的な保護と活用は国際問題にも発展しかねない。同様に多国間の領土問題がある南沙諸島における湾（実際には環礁の切れ目）を特定国が加盟させることで既成事実化するような政治利用も懸念される。
また、現時点では海洋域の湾に限られているが、淡水域の湖沼の湾にも範囲を広げることで、内陸国の参加も望まれる。

## クラブ活動
クラブは加盟湾の登録を推進しているだけではない。国際会議「青い海、緑の街（Blue Sea, Green City）」の主催や加盟国開催の海洋フォーラムの後援、世界遺産委員会やラムサール条約締約国会議へのオブザーバー参加、UNWTO（世界観光機関）への助言、港湾美観整備の提言、バラスト水排水による生態系への影響調査援助、湾内浚渫の支援、出版物刊行、など存在感を増している。